# Herzog von Avaray

Wappen der Herzöge von Avaray

Der französische Titel des Herzogs von Avaray wurde 1799 von der königlichen Exilregierung Ludwigs XVIII. durch die Erhebung der Grafschaft L'Isle-Jourdain zu einer Duché-Pairie für Antoine Louis François de Béziade (1759–1811) geschaffen, der als Maître de la Garde-robe de Monsieur die Flucht des Bruders von Ludwig XVI. aus dem Petit Luxembourg organisiert hatte.
Die Familie Béziade stammt aus dem Béarn und ist seit dem 12. Jahrhundert belegt. Der Name Avaray stammt von einer kleinen Herrschaft im Orléanais und wurde Anfang des 17. Jahrhunderts mit dem Namen Béziade verbunden.
Am 11. Juni 1817 bestätigte Ludwig XVIII. den Titel und genehmigte dessen Rückübertragung an Claude Antoine de Béziade (1740–1829), Marquis d'Avaray, den Vater des ersten Herzogs.
Der Marquis d'Avaray wurde am 17. August 1815 in die Chambre des Pairs berufen und am 31. August 1817 zum erblichen Herzog und Pair ernannt (Patentbriefe vom 8. Dezember 1817).

## Die Marquis d’Avaray
- Théophile de Béziade, Marquis d’Avaray, 1674 bezeugt
- Claude Théophile de Béziade (1655–1745), Marquis d’Avaray, dessen Sohn
- Charles Théophile de Béziade (1701–1746), Marquis d’Avaray, dessen Sohn
- Charles Théophile de Béziade († 1757), Marquis d’Avaray, dessen Sohn
- Claude Antoine de Béziade (1740–1829), Marquis d’Avaray, dessen Sohn

## Die Ducs d‘Avaray
- 1799–1811: Antoine Louis François de Béziade (1759–1811), 1. Duc d'Avaray.
- 1817–1829: Claude Antoine de Béziade (1740–1829), 2. Duc d'Avaray, dessen Vater
- 1811–1859: Joseph Théophile Parfait de Béziade (1770–1859), 3. Duc d'Avaray, dessen Sohn
- 1859–1887: Ange Édouard Théophile de Béziade (1802–1887), 4. Duc d'Avaray, dessen Sohn
- 1887–1894: Jules Victor Camille de Béziade (1827–1894), 5. Duc d'Avaray, dessen Sohn
- 1894–1930: Édouard Joseph Hubert Marie de Béziade (1856–1930), 6. Duc d'Avaray, dessen Sohn
- 1930–1941: Marie Bernard Édouard de Béziade (1884–1941), 7. und letzter Duc d'Avaray, dessen Neffe

Die Titel „Marquis d'Avaray“ und „Comte d'Avaray“ wurden in der Familie weiterhin als Titre de courtoisie geführt.

## Residenzen
- Château d’Avaray
- Hôtel d’Avaray in Paris